# Bihadi Barachaur
Bihadi Barachaur – gaun wikas samiti w zachodniej części Nepalu w strefie Dhawalagiri w dystrykcie Parbat. Według nepalskiego spisu powszechnego z 2001 roku liczył on 475 gospodarstw domowych i 2455 mieszkańców (1351 kobiet i 1104 mężczyzn).